# Bahnhof Unnau-Korb
Der Bahnhof Unnau-Korb liegt an der Bahnstrecke Limburg–Altenkirchen (Oberwesterwaldbahn) in Korb, einem Ortsteil vom Unnau im Westerwaldkreis in Rheinland-Pfalz.

## Geschichte
Der Bahnhof wurde im Jahre 1886 eröffnet.
Vom Unnauer Ortsteil Korb, welcher als Kornbrennereien-Ort bekannt ist, wurde Schnaps auch als Ladegut mit Zügen befördert. Der Güterverkehr wurde zu einem unbekannten Zeitpunkt eingestellt.
Bis zum Umbau im Jahr 2011 war Unnau-Korb ein Kreuzungsbahnhof. Da mit der Sanierung die Weichen ausgebaut wurden, ist er betrieblich nur noch ein Haltepunkt. Das mechanische Stellwerk wurde durch ein elektronisches ersetzt. Das Bahnhofsgebäude ist heute ungenutzt.
Nach Modernisierung besteht die Infrastruktur aus Wetterschutz, Sitzgelegenheit, Aushangvitrine, Beleuchtung und Dynamischem Schriftanzeiger (DSA). Bei Abweichungen vom Regelfahrplan automatische Ansagen. Der Bahnsteig ist ebenerdig erreichbar und die Lint- und GTW-Triebwagen der Hessischen Landesbahn haben Niederflureinstieg.
Das historische Bahnhofsgebäude ist aus im Oberwesterwald typischem Basaltgestein errichtet. Es gehört zu den Kulturdenkmälern in Unnau.

## Bedienung

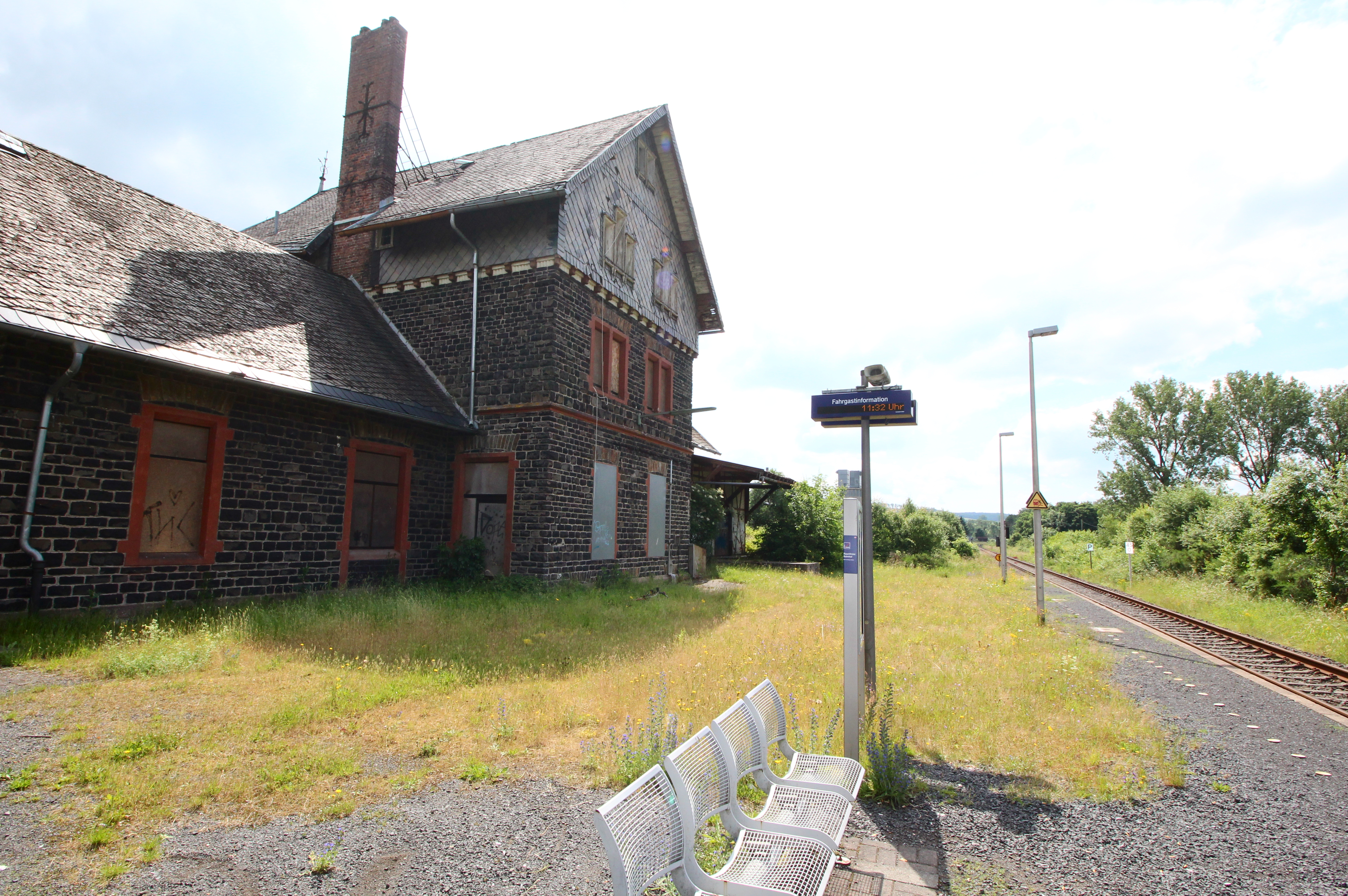
Bahnsteig nach der Modernisierung

Der Bahnhof Unnau-Korb wird durch die Regionalbahnlinie 90 (Westerwald-Sieg-Bahn) der Hessischen Landsbahn, Betriebsbereich Dreiländerbahn betrieben. Er liegt im Gebiet des Verkehrsverbund Rhein-Mosel (VRM).
Der Bahnhof wird nach dem Rheinland-Pfalz-Takt im Auftrag vom Zweckverband Schienenpersonennahverkehr Rheinland-Pfalz Nord täglich mindestens im Stundentakt bedient.
| Linie | Zuglauf | Takt   |
| ----- | --- | ------ |
| RB 90 | Westerwald-Sieg-Bahn: (Kreuztal – Siegen-Geisweid – Siegen-Weidenau –)* Siegen Hbf – Eiserfeld (Sieg) – Niederschelden Nord – Niederschelden – Mudersbach – Brachbach – Freusburg Siedlung – Kirchen – Betzdorf (Sieg) – Scheuerfeld (Sieg) – Niederhövels – Wissen (Sieg) – Etzbach – Au (Sieg) – Geilhausen – Hohegrete – Breitscheidt (Kr Altenkirchen Ww) – Kloster Marienthal (wochentags zweistdl.) – Obererbach – Altenkirchen (Westerwald) – Ingelbach – Hattert – Hachenburg – Unnau-Korb – Nistertal-Bad Marienberg (– Büdingen (Westerw) – Enspel – Rotenhain) (zweistündlich) – Langenhahn – Westerburg – Willmenrod – Berzhahn – Wilsenroth – Frickhofen – Niederzeuzheim – Hadamar – Niederhadamar – Elz (Kr Limburg/Lahn) – Staffel – Diez Ost – Limburg (Lahn) * einzelne Züge an Werktagen Stand: Fahrplanwechsel Dezember 2024 | 60 min |